# Palais Quartier

Logo

Palais Quartier är ett mångfunktionellt komplex i centrala Frankfurt, Tyskland. Palais Quartier består av fyra byggnader: en 136 meter och 35 våningar hög kontorsbyggnad, ett 99 meter och 28 våningar högt hotel, en 8 våningar hög galleria samt ett äldre byggnad som endast renoverats. Bygget av Palais Quartier startade i juli 2004 och avslutades i mitten av 2009. Den totala kostnaden för projektet är 960 miljoner euro.
På platsen låg tidigare ett av Frankfurts första högre hus efter andra världskriget, det 75 meter höga T-Hochhaus. Arkitekter för de tre nya byggnaderna är KSP Engel & Zimmermann, Massimiliano Fuksas och Martha Schwarz.
Palais Quartier galleria MyZeil, som ligger på gatan Zeil, öppnade i februari 2009. Gallerian har 75 butiker och ett underjordiskt parkeringsgarage med 900 platser.

## Galleri

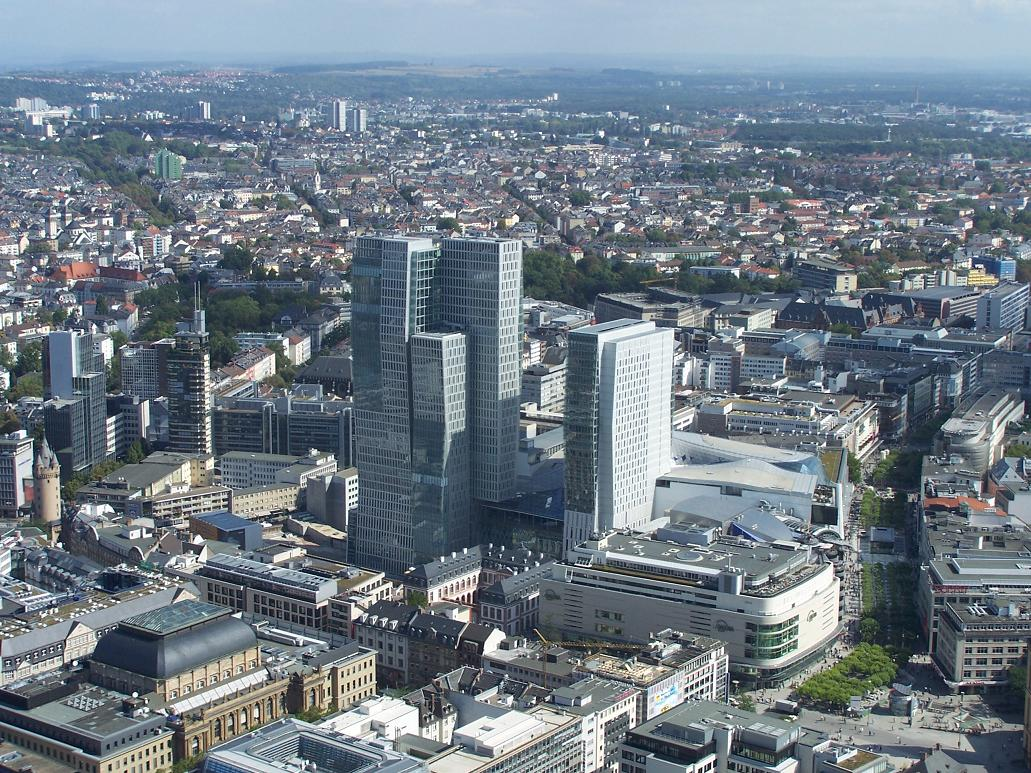
Utsikt från Maintower
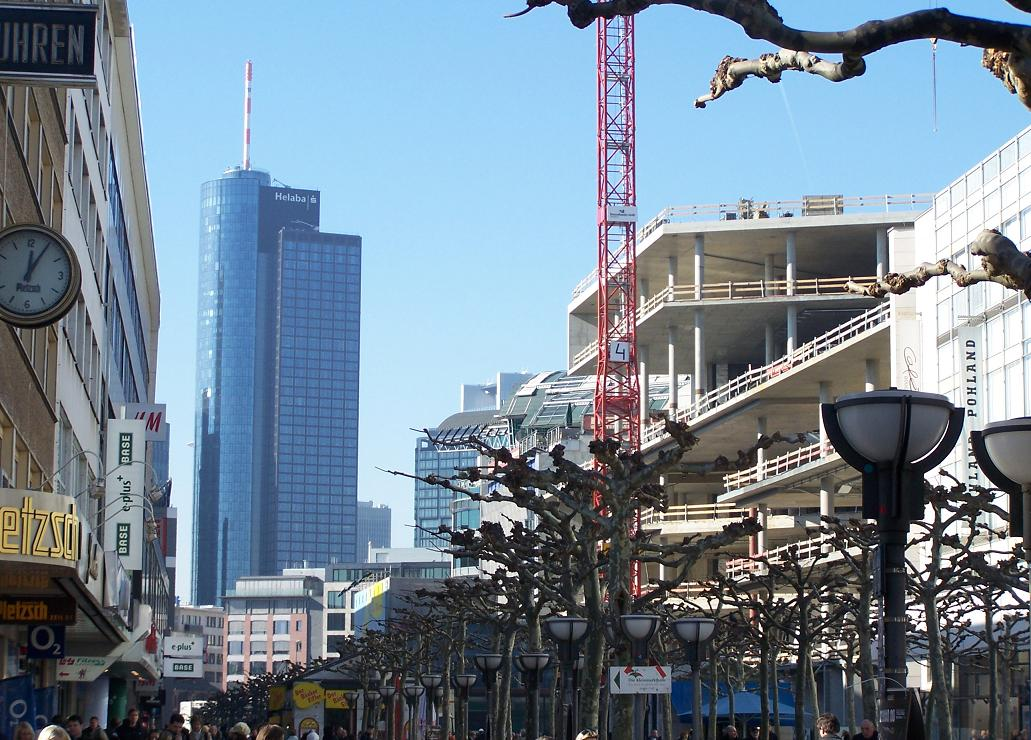
Utsikt från gatan, februari 2008
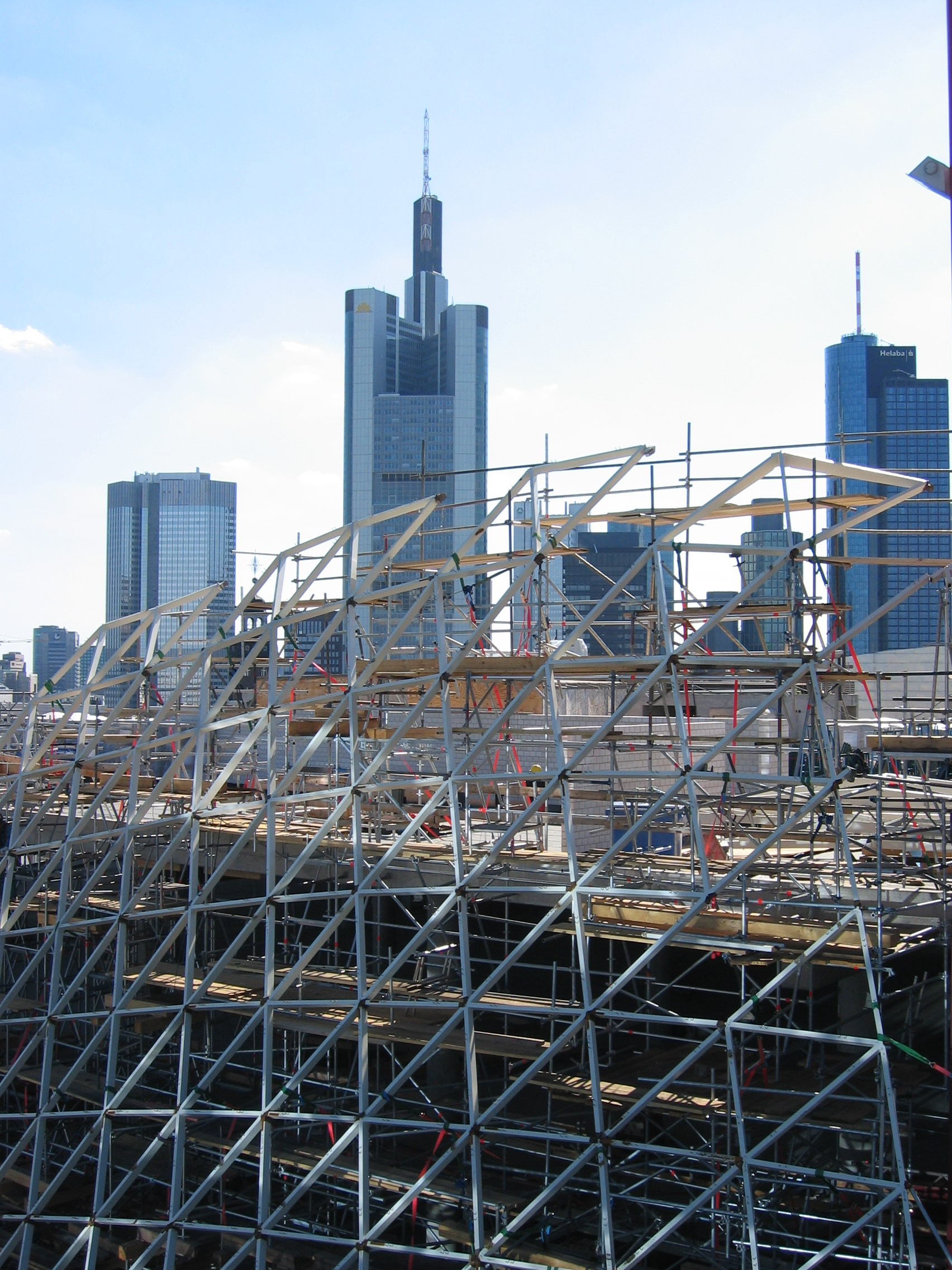
Gallerian, juli 2008
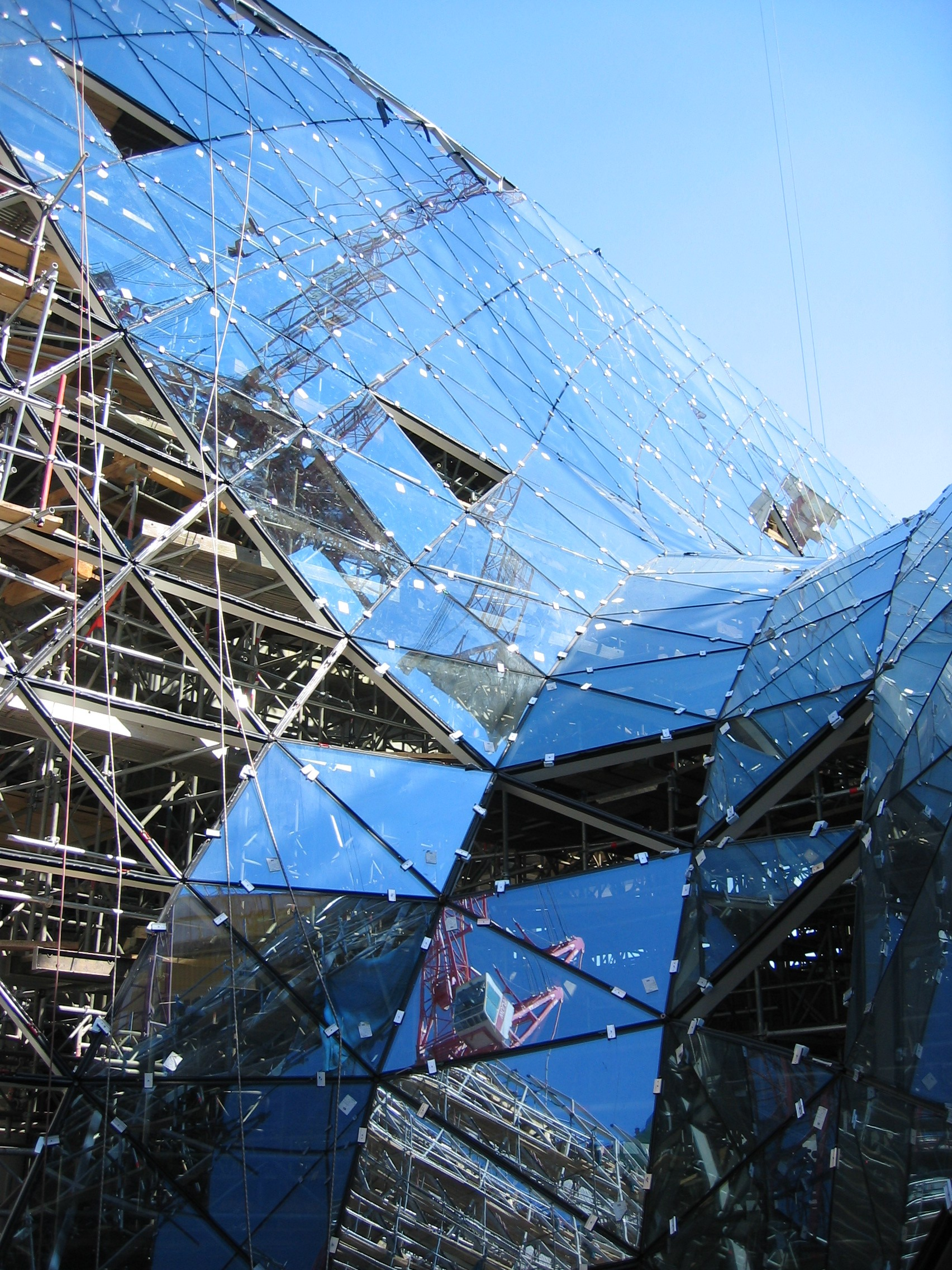
Gallerian, juli 2008
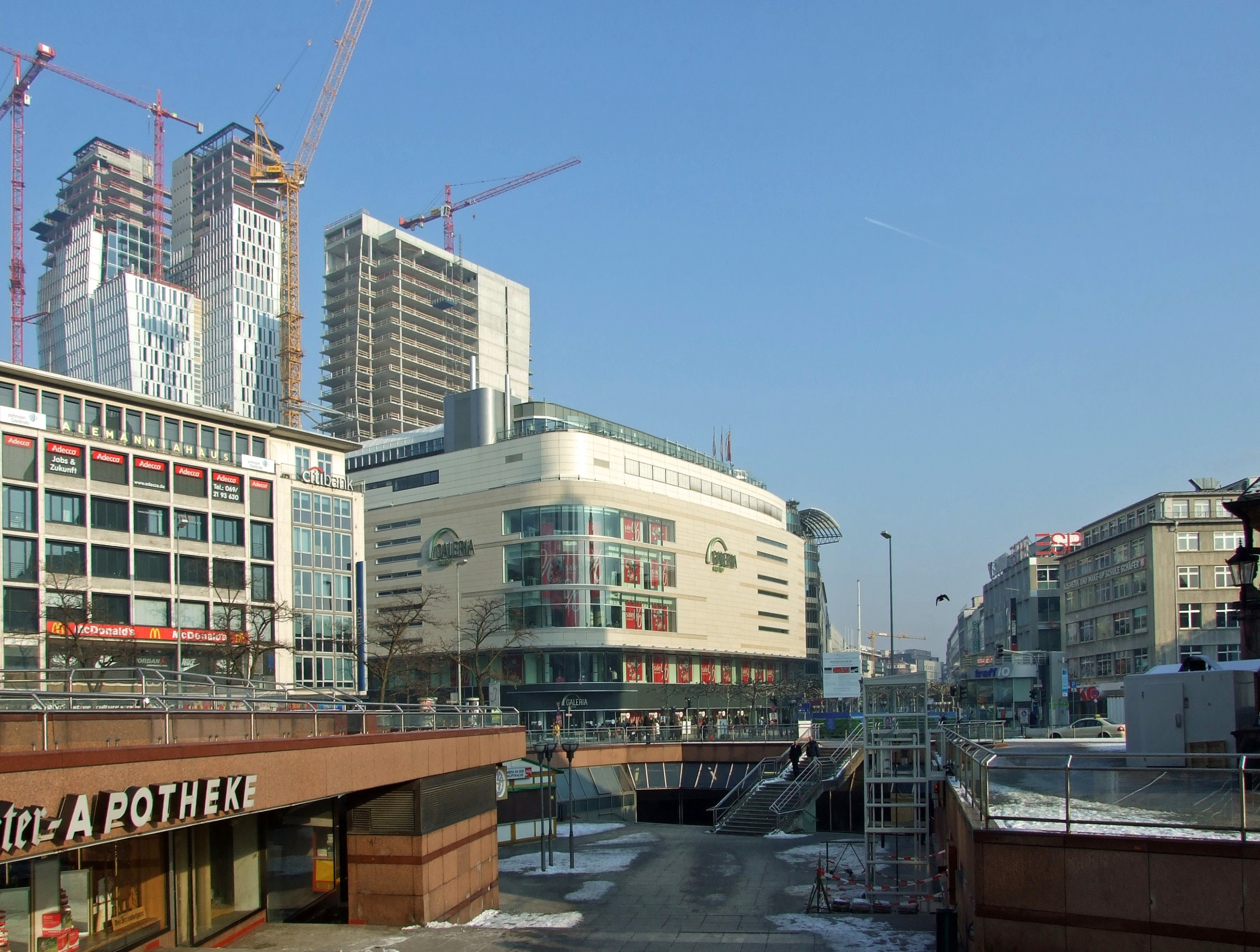
Utsikt från gatan, juli 2008
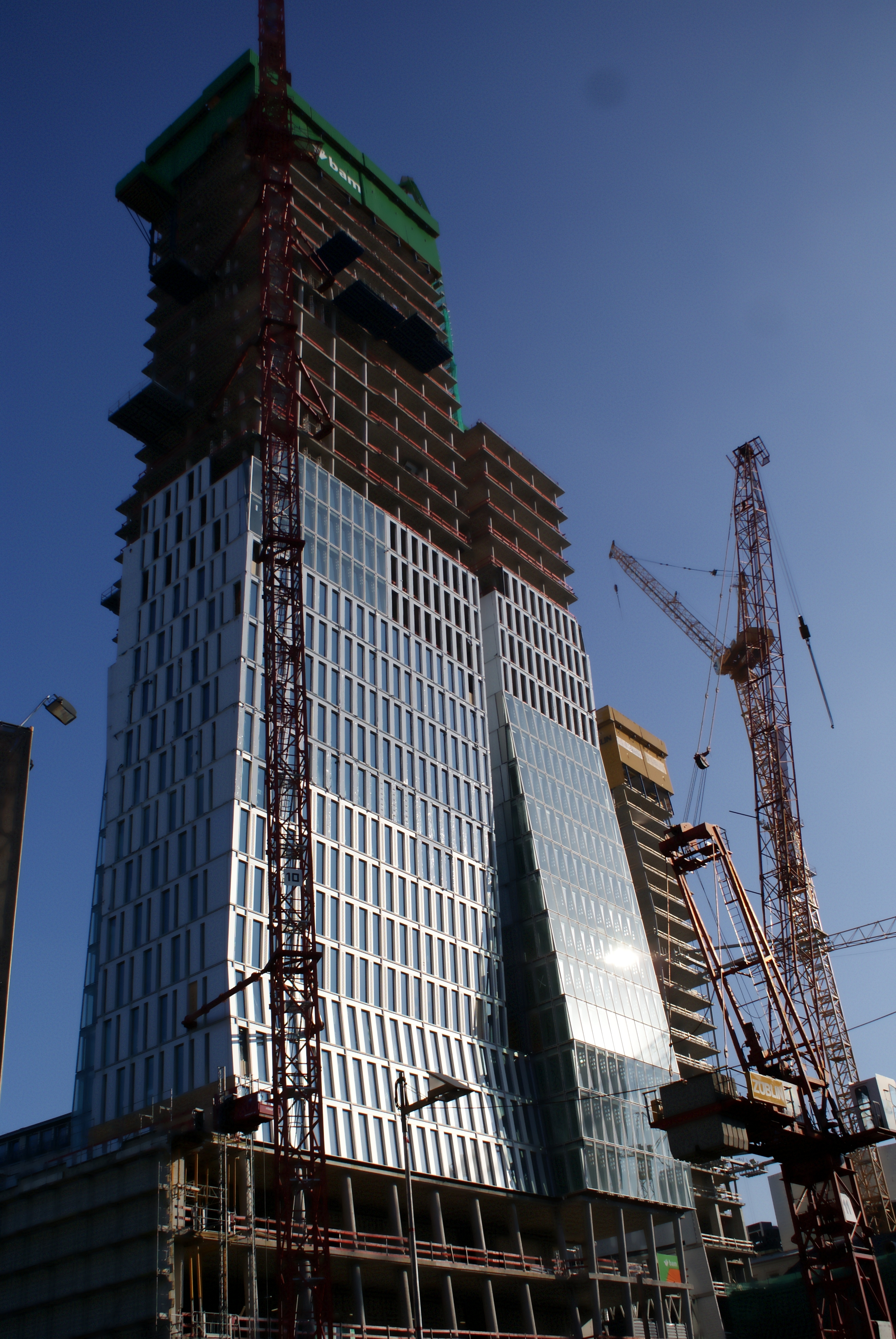
Högsta byggnaden, oktober 2008
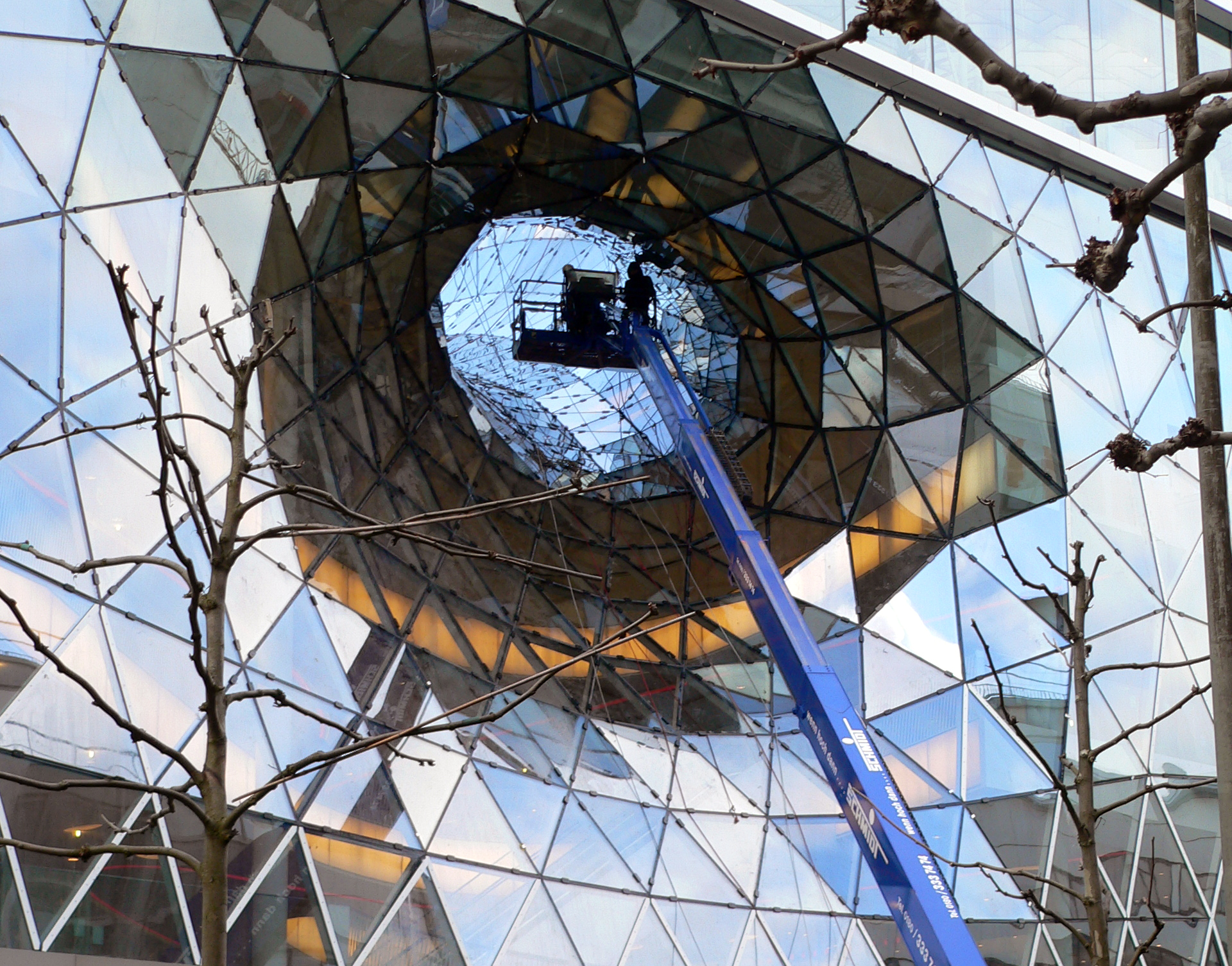
Gallerians fasad, februari 2009
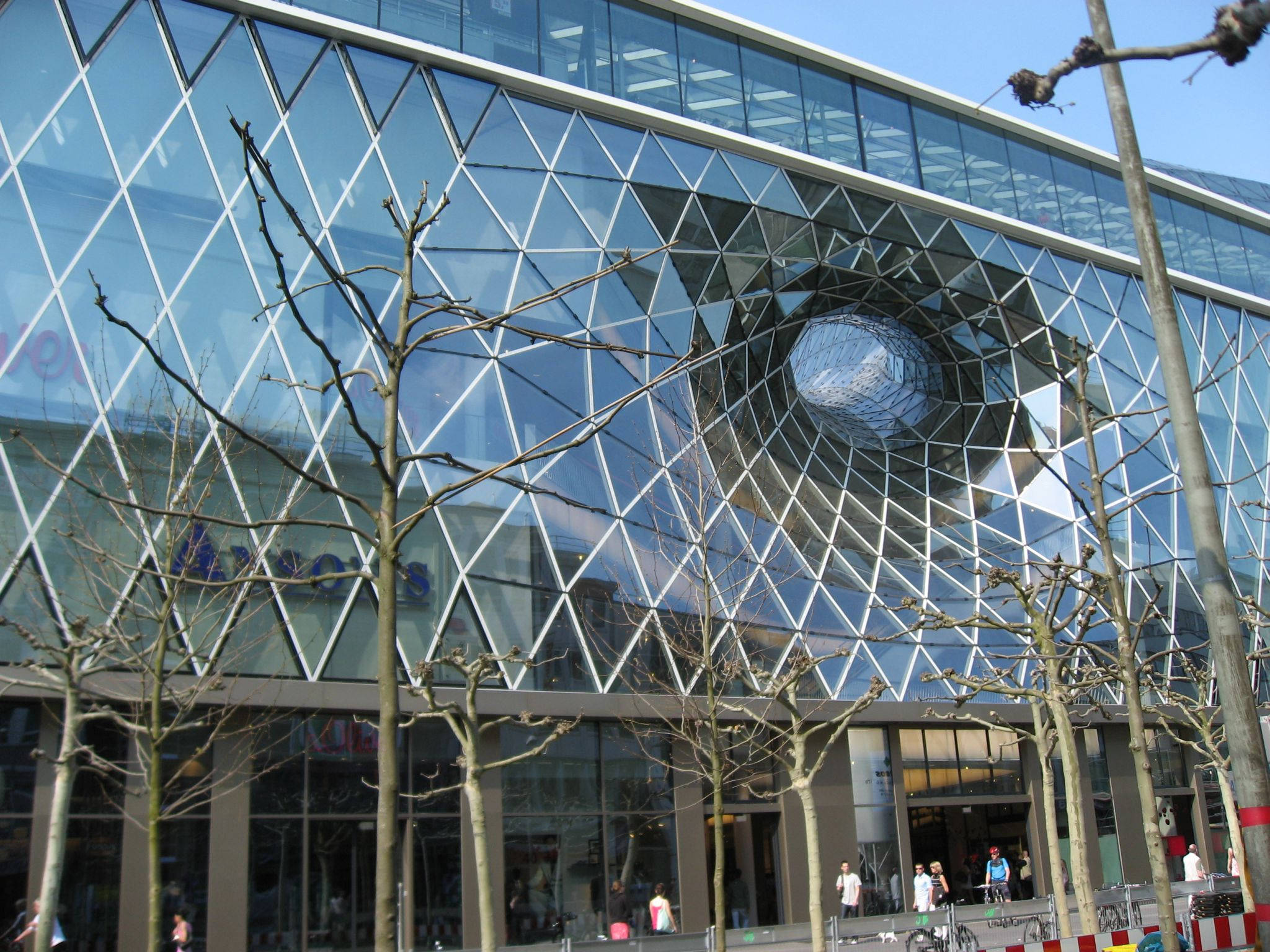
Gallerians fasad, april 2009
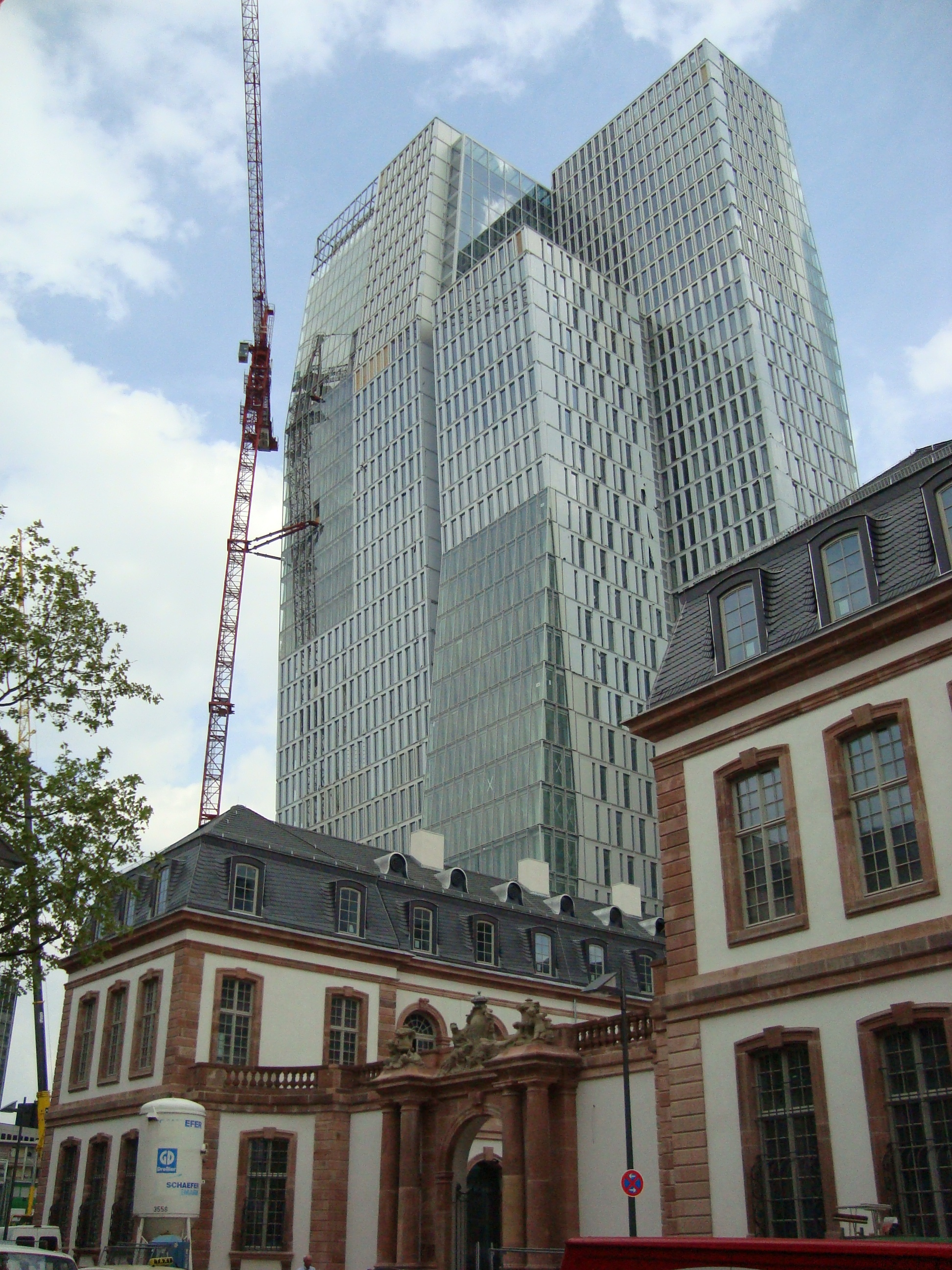
Högsta byggnaden, april 2009